# Patrick Le Mauff
 (avril 2022).
Si vous disposez d'ouvrages ou d'articles de référence ou si vous connaissez des sites web de qualité traitant du thème abordé ici, merci de compléter l'article en donnant les références utiles à sa vérifiabilité et en les liant à la section « Notes et références ».
Patrick Le Mauff est un acteur et metteur en scène français né le 20 janvier 1953 à Rennes.

## Biographie
Après sa formation à l'école du Théâtre national de Strasbourg (Groupe XIV),  Patrick Le Mauff a collaboré comme comédien avec Robert Gironès au Théâtre de la Reprise à Paris.  
Il participe (avec Bernard Bloch, Denis Guénoun et Guy Naigeon) à la fondation de la compagnie L'Attroupement à Strasbourg. Compagnie qui se distingua au Festival d'Avignon en 1975 avec Jules César.  
Il est le cofondateur avec Elisabeth Macocco et Laurent Vercelletto de la Compagnie L'attroupement 2 à Lyon. Il est le fondateur de la compagnie Place publique à Lyon/Vienne avec Joëlle Lejean.   
Il a dirigé le festival des francophonies en Limousin de 2000 à 2005.
Il a joué sous la direction de Gabriel Garrand,  Denis Guénoun, Wladyslaw Znorko, Nicole Garcia, Hervé Loichemol, Bernard Bloch, Christine Genoud, Wajdi Mouawad ,Gabor Tompa, Hassan Kouyaté.   
Parallèlement à son activité  au théâtre, il a travaillé en tant qu'acteur pour la radio, le cinéma et la télévision.

## Spectacles

### Comédien[6]
- L'entraînement du champion avant la course de Michel Deutsch
- Le château dans les champs de Bernard Chartreux
- Tambours dans la nuit de Bertolt Brecht.
- Le règne blanc de Denis Guénoun.
- Paroles d'ouvriers texte et mise en lecture Wajdi Mouawad
- Forêts texte et mise en scène Wajdi Mouawad
- Littoral texte et mise en scène Wajdi Mouawad
- Trilogie des femmes ( Les trachiniennes, Antigone, Electre) Sophocle. Mise en scène Wajdi Mouawad
- Oedipe Roi. mise en scène Wajdi Mouawad
- Les larmes d'Oedipe. Mise en scène Wajdi Mouawad
- Mort prématurée d'un chanteur populaire dans la force de l'âge de Arthur H et Wajdi Mouawad. Mise en scène Wajdi Mouawad
- Lettre à un directeur de théâtre de Denis Guénoun. Mise en scène Hervé Loichemol. Festival d'Avignon, Le chatelard/Ferney Voltaire.
- Le Citoyen de Denis Guénoun. Mise en scène Hervé Loichemol. Comédie de Genève.
- La petite Catherine de Heilbronn de Heinrich von Kleist. Mise en scène Hervé Loichemol. Comédie de Genève.
- Le Roi Lear de William Shakespeare. Mise en scène Hervé Loichemol. Comédie de Genève.
- Français, encore un effort pour être républicain de Sade. Mise en scène Hervé Loichemol. Comédie de Genève.
- Les estivants de Maxime Gorki. Mise en scène Lluis Pasqual. Odéon théâtre de l'Europe.
- Le voyage de D.Cholb : texte et mise en scène de Bernard Bloch. Festival d'Avignon. Paris. Tournée en France.
- Le grand Meaulnes. Théâtre des Célestins et tournée en France.
- L'émission de télévision de Michel Vinaver. Compagnie de la Dentcreuze.Suisse.
- Les Chaises d'Eugène Ionesco. Théâtre National du Luxembourg. Mars 2022 . Cluj-Bucarest. Porto. 2023
- Zoé de Olivier Choinière. Canada/Québec. Mise en scène Hassan Kouyaté. Festival des Francophonies. Limoges. Sept 2023

#### L'Attroupement
- La nuit des rois de William Shakespeare.
- Roméo et Juliette de William Shakespeare
- Jules César de William Shakespeare.
- Agamamnon d'Eschyle
- Les contemporains : Spectacle d'improvisations.
- La chanson de Roland
- Le jeu de la Saint Nicolas de Jean Bodel d'Arras. Spectacle en ancien français.
- La Esmeralda livret de Victor Hugo.
- La bataille d'Hernani d'après Théophile Gauthier. M.E.S Denis Guénoun

#### La compagnie malienne BlonBa
- Bougouniéré invite à dîner, d'Alioune Ifra Ndiaye et Jean-Louis Sagot-Duvauroux. Bamako.Tournée en France
- Kotéba des quartiers  de Jean-Louis Sagot-Duvauroux. Bamako. Tournée en France.
- Vérité de soldat, de Jean-Louis Sagot-Duvauroux d'après un récit de Soungalo Samaké rapporté par Amadou Traoré.
- Un appel de nuit, de Moussa Konaté. Bamako. Tournée en France. production: fondation Simone Audemars.Suisse.

### Mises en scène
- Temps de guerre, temps de paix. De Denis Guénoun et Patrick Le Mauff. Mise en scène D.G et PLM
- Le choral des pêcheurs d'éponges de Yannis Ritsos
- La tempête de William Shakespeare, 1984
- La résistible ascension d'Arturo UI de Bertolt Brecht, 1986
- Le chariot de terre cuite de Claude Roy.D'après le drame Sanskrit attribué au roi Cudraka, 1990
- Paysage de nuit avec œuvre d'art de Denis Guénoun, 1992
- Pilate de Jean-Yves Picq , 1992[7]
- Les étranges souffrances d'un directeur de théâtre de P. Le Mauff, Laurent Vercelletto, Philippe Vincenot
- Morts à la guerre en temps de paix de Svetlana Alexievitch. mise en scène Laurent Vercelletto et Patrick Le Mauff, 1993
- La légende du Wagadu de Moussa Diagana. Nouackchott. Mauritanie. Festival des Francophonies, 1994.
- Eléments moins performants de Peter Turrini.
- La noce chez les petits bourgeois de Bertolt Brecht.
- L'opinion des sexes de Denis Guénoun.
- Cabaret Schoenberg. d'après les Brettl Lieder de Schoenberg.
- Pour un oui ou pour un non de Nathalie Sarraute. En langue Hongroise, au théâtre Hongrois de Cluj /Roumanie.
- Le Globe de Marc Israël Le Pelletier, 2009.
- Le Papalagui en collaboration avec Hassan Khasi Kouyaté, 2012.
- Isma de Nathalie Sarraute" avec les élèves de la Manufacture de Lausanne, 2013.
- Pou an wi ou pou an non de Nathalie Sarraute (cpf), Fort de France (Martinique), 2017
- Les carnets de Trigorine de Tennessee Williams avec les élèves de l'école des Teintureries à Lausanne.
- Amglo ou la vie de Narcisse Pelletier . de Gérard Potier.

#### Opéra
- Le prisonnier de Luigi Dallapiccola, Opéra de Limoges
- Chants de prison de Luigi Dallapiccola, Opéra de Limoges

### Adaptation
- L'Affaire de l'esclave Furcy (pièce de théâtre) (d) , adaptation de l'essai L'Affaire de l'esclave Furcy de Mohammed Aïssaoui et mise en scène par Hassane Kouyaté, 2012[8]

## Filmographie

### Cinéma
- 1975 : Thomas de Jean-François Dion : Thomas
- 1975 : Parlez-moi d'amour de Michel Drach
- 1994 : Jeanne la Pucelle de Jacques Rivette : Jean, Bâtard d'Orléans
- 1996 : Mon homme de Bertrand Blier : le maton
- 1998 : Loin du front de Harold Manning et Vladimir Léon : Bernard
- 1999 : L'Année de la comète (El Cometa) de José Buil et Marisa Sistach : Guy
- 1999 : La Guerre dans le Haut Pays de Francis Reusser : Tille
- 2014 : Mateo Falcone d'Éric Vuillard : Mateo Falcone, le père

### Télévision
- 2001 : Docteur Sylvestre : Didier Pignalet
- 2015 : Le Sang de la vigne : Justin Rigaud
- 2017 : La Mort dans l'âme, téléfilm de Xavier Durringer : Paul Decaux

## Distinctions
- Chevalier de l'ordre national du mérite.